# Мейлах Червоненкіс
Мейлах Червоненкіс (1876, Бердичів — після 1924) — український лікар і державний діяч, депутат Державної думи I скликання від Київської губернії.

## Життєпис
Походив з родини опікуна Бердичівської єврейської лікарні, приватного повіреного Рахма-Йосипа Червоненкіса.
Випускник Білоцерківської гімназії.
У 1901 закінчив медичний факультет Київського університету, мав звання лікаря. Студентом за «Вєтровську» демонстрацію відбув ув'язнення у Київській в'язниці. Служив земським лікарем в Бірюченскому повіті.
Потім протягом двох років проходив додаткову медичну практику закордоном. Повернувшись до Російської імперії, працював у Саратові санітарно-епідемічним лікарем. Згодом служив завідувачем санітарного бюро. Вийшовши у відставку, очолив губернську Спілку медичного персоналу Саратовської губернії, як представник цієї спілки був членом аналогічного Всеросійського союзу. Делегат Саратовського союзу на Всеросійському з'їзді лікарів. Брав участь в Балашовському інциденті.
На момент обрання до Думи мав політичну позицію «крайній лівий» або «позапартійний соціаліст».
21 квітня 1906 обраний до Державної думи I скликання від загального складу виборців Київських губернських виборчих зборів. У Думі представляв інтереси єврейського населення Київського генерал-губернаторства. Увійшов до Трудової групи. Член бюджетної комісії і комісії з розбору кореспонденції. Поставив свій підпис під законопроєктом «Про цивільну рівність», заявою про створення комісії з розробки незаконних дій посадових осіб. Вніс пропозицію про відкриття Думою їдалень для голодуючих.
У 1911—1915 — приватно практикуючий лікар і голова Товариства допомоги бідним євреям в Бердичеві. Під час Першої світової війни служив молодшим лікарем 20-го піхотного Галицького полку, за відзнаки у боях 8 грудня 1914 нагороджений орденом Святого Станіслава 3-го ступеня («Р» № 1283, 1915).
У 1916 — вільнопрактикуючий лікар в Бердичеві та Києві. У вересні 1918 скоріш за все знаходився в Києві.
Станом на 1 січня 1924 Мейлах Червоненкіс — санітарний лікар, помічник обласного лікаря Водно-санітарного управління в Ростові-на-Дону.
Ймовірно, родина або її частина вкінці 1920-х — напочатку 1930-х виїхала закордон, так як молодший син Червоненкіса в 1935 закінчив Гренобльський Політехнічний інститут. В тому ж році син повернувся з еміґрації і працював інженером у Гідроенергопроєкті в Москві.
Подальша доля Мейлаха Червоненкіса і дата його смерті невідомі.